# Kornowac (gmina)
Pour les articles homonymes, voir Kornowac (homonymie).
La gmina de Kornowac est une commune rurale de la voïvodie de Silésie et du powiat de Racibórz. Elle s'étend sur 26,3 km2 et comptait 4 768 habitants en 2006. Son siège est le village de Kornowac qui se situe à environ 7 kilomètres à l'est de Racibórz et à 53 kilomètres à l'ouest de Katowice.

## Villages
La gmina de Kornowac comprend les villages et localités de Kobyla, Kornowac, Łańce, Pogrzebień et Rzuchów.

## Villes et gminy voisines
La gmina de Kornowac est voisine des villes de Pszów et Racibórz et des gminy de Lubomia et Lyski.